# Gran Premio de Japón de Motociclismo de 1992
El Gran Premio de Japón de Motociclismo de 1992 fue la primera prueba de la temporada 1992 del Campeonato Mundial de Motociclismo. El Gran Premio se disputó el 29 de marzo de 1992 en el Circuito de Suzuka.

## Resultados 500cc
Durante la carrera, Wayne Gardner sufrió un accidente con el que se rompió la pierna, cosa que le obligó a perderse unos cuantos Grandea Premios. Sería substituido en el equipo Honda por su compatriota Daryl Beattie. La victoria fue para Michael Doohan que venció con mucha superioridad sobre el resto de corredores.
| 1        | Mick Doohan        | Rothmans Honda Team               | Honda         | +56:21.831 | 20 |
| 2        | Doug Chandler      | Lucky Strike Suzuki               | Suzuki        | +28.298    | 15 |
| 3        | Kevin Schwantz     | Lucky Strike Suzuki               | Suzuki        | +55.792    | 12 |
| 4        | Shinichi Itoh      | Team HRC                          | Honda         | +1:47.802  | 10 |
| 5        | Randy Mamola       | Budweiser Team/Global Motorsports | Yamaha        | +2:00.984  | 8  |
| 6        | Keiji Ohishi       | SRT                               | Suzuki        | +2:13.708  | 6  |
| 7        | Niall Mackenzie    | Yamaha Motor Banco                | Yamaha        | +2:15.005  | 4  |
| 8        | Toshihiko Honma    | Hiro Racing Team Yamaha           | Yamaha        | +2:15.491  | 3  |
| 9        | Norihiko Fujiwara  | Kirin Mets Racing Team            | Yamaha        | +2:16.591  | 2  |
| 10       | Satoshi Tsujimoto  | AM/PM Racing                      | Honda         | +2:27.265  | 1  |
| 11       | Alex Barros        | Cagiva Team Agostini              | Cagiva        | +1 Vuelta  |    |
| 12       | Juan Garriga       | Ducados Yamaha                    | Yamaha        | +1 Vuelta  |    |
| 13       | Keiichiro Iwahashi | Team Blue Fox                     | Honda         | +1 Vuelta  |    |
| 14       | Eddie Lawson       | Cagiva Team Agostini              | Cagiva        | +1 Vuelta  |    |
| 15       | Michael Rudroff    | Rallye Sport                      | Harris Yamaha | +1 Vuelta  |    |
| 16       | Corrado Catalano   | KCS International                 | ROC Yamaha    | +1 Vuelta  |    |
| Ret      | Wayne Gardner      | Rothmans Kanemoto Honda           | Honda         | Ret        |    |
| Ret      | John Kocinski      | Marlboro Team Roberts             | Yamaha        | Ret        |    |
| Ret      | Miguel Duhamel     | Yamaha Motor Banco                | Yamaha        | Ret        |    |
| Ret      | Wayne Rainey       | Marlboro Team Roberts             | Yamaha        | Ret        |    |
| Ret      | Peter Goddard      | Valvoline Team WCM                | ROC Yamaha    | Ret        |    |
| Ret      | Àlex Crivillé      | Campsa Honda Team                 | Honda         | Ret        |    |
| Ret      | Daryl Beattie      | Team HRC                          | Honda         | Ret        |    |
| DNQ      | Eddie Laycock      | Milla Racing                      | Yamaha        | DNQ        |    |
| DNQ      | Dominique Sarron   | Team ROC Banco                    | ROC Yamaha    | DNQ        |    |
| DNQ      | Cees Doorakkers    | HEK Racing Team                   | Harris Yamaha | DNQ        |    |
| DNQ      | Marco Papa         | Librenti Corse                    | Librenti      | DNQ        |    |
| DNQ      | Simon Buckmaster   | Padgett's Motorcycles             | ROC Yamaha    | DNQ        |    |
| DNQ      | Lucio Pedercini    | Paton Grand Prix                  | Paton         | DNQ        |    |
| DNQ      | Josef Doppler      | Uvex Racing Team                  | ROC Yamaha    | DNQ        |    |
| DNQ      | Kevin Mitchell     | MBM Racing                        | Harris Yamaha | DNQ        |    |
| DNQ      | Serge David        | Team ROC                          | ROC Yamaha    | DNQ        |    |
| DNQ      | Andreas Leuthe     | VRP Racing Team                   | VRP           | DNQ        |    |
| DNQ      | Peter Graves       | Peter Graves Racing Team          | Harris Yamaha | DNQ        |    |
| DNQ      | Thierry Crine      | Ville de Paris                    | ROC Yamaha    | DNQ        |    |
| DNQ      | Toshiyuki Arakaki  | Team ROC Banco                    | ROC Yamaha    | DNQ        |    |
| Sources: |                    |                                   |               |            |    |

## Resultados 250cc
Primera victoria de la temporada para el italiano Luca Cadalora, que dominaría el Mundial con comodidad. Dos de los pilotos que disputaron la prueba con una wild car (Okada e Aoki) se colaron en el podio.
| Pos. | Piloto                    | Moto    | Tiempo     | Pts. |
| ---- | ------------------------- | ------- | ---------- | ---- |
| 1    | Luca Cadalora             | Honda   | 52:50.357  | 20   |
| 2    | Tadayuki Okada            | Honda   | +9.969     | 15   |
| 3    | Nobuatsu Aoki             | Honda   | +23.643    | 12   |
| 4    | Helmut Bradl              | Honda   | +51.269    | 10   |
| 5    | Pierfrancesco Chili       | Aprilia | +1:16.336  | 8    |
| 6    | Alberto Puig              | Aprilia | +1:24.245  | 6    |
| 7    | Wilco Zeelenberg          | Suzuki  | +1:31.577  | 4    |
| 8    | Kyoji Nanba               | Yamaha  | +1:46.952  | 3    |
| 9    | Loris Capirossi           | Honda   | +1:54.153  | 2    |
| 10   | Jean Pierre Jeandat       | Honda   | +1:54.554  | 1    |
| 11   | Herri Torrontegui         | Suzuki  | +1:55.811  |      |
| 12   | Jochen Schmid             | Yamaha  | +1:58.280  |      |
| 13   | Sadanori Hikita           | Honda   | +2:36.449  |      |
| 14   | Eskil Suter               | Aprilia | +2:38.682  |      |
| 15   | Stefano Caracchi          | Yamaha  | +2:39.145  |      |
| 16   | Adrian Bosshard           | Honda   | +2:41.718  |      |
| 17   | Stefan Prein              | Honda   | +2:42.483  |      |
| 18   | Yves Briguet              | Honda   | +2:47.054  |      |
| 19   | Bernard Cazade            | Honda   | +1 Vuelta  |      |
| 20   | Jurgen van den Goorbergh  | Aprilia | +1 Vuelta  |      |
| 21   | Renzo Colleoni            | Yamaha  | +1 Vuelta  |      |
| 22   | Bernard Haenggeli         | Aprilia | +1 Vuelta  |      |
| 23   | Bernd Kassner             | Honda   | +1 Vuelta  |      |
| 24   | Osamu Miyazaki            | Yamaha  | +2 Vueltas |      |
| Ret  | Loris Reggiani            | Aprilia | Ret        |      |
| Ret  | Tetsuya Harada            | Yamaha  | Ret        |      |
| Ret  | Doriano Romboni           | Honda   | Ret        |      |
| Ret  | Carlos Lavado             | Gilera  | Ret        |      |
| Ret  | Masahiro Shimizu          | Honda   | Ret        |      |
| Ret  | Adi Stadler               | Honda   | Ret        |      |
| Ret  | Luis d'Antin              | Honda   | Ret        |      |
| Ret  | Frédéric Protat           | Aprilia | Ret        |      |
| Ret  | Yoshiaki Katoh            | Yamaha  | Ret        |      |
| Ret  | Max Biaggi                | Aprilia | Ret        |      |
| Ret  | Katsuyoshi Kozono         | Honda   | Ret        |      |
| Ret  | Tsumoto Udagawa           | Honda   | Ret        |      |
| Ret  | Paolo Casoli              | Yamaha  | Ret        |      |
| Ret  | Jean-Philippe Ruggia      | Gilera  | Ret        |      |
| Ret  | Andreas Preining          | Aprilia | Ret        |      |
| DNS  | Carlos Cardús             | Honda   | DNS        |      |
| DNQ  | Harald Eckl               | Aprilia | DNQ        |      |
| DNQ  | Erkka Korpiaho            | Aprilia | DNQ        |      |
| DNQ  | Patrick van den Goorbergh | Aprilia | DNQ        |      |

## Resultados 125cc
El alemán Ralf Waldmann consiguió la primera victoria de la temporada en una carrera donde la lluvia no puso las cosas fáciles.
| Pos. | Piloto               | Moto         | Tiempo     | Pts. |
| ---- | -------------------- | ------------ | ---------- | ---- |
| 1    | Ralf Waldmann        | Honda        | 48:49.661  | 20   |
| 2    | Bruno Casanova       | Aprilia      | +1.459     | 15   |
| 3    | Nobuyuki Wakai       | Honda        | +7.370     | 12   |
| 4    | Ezio Gianola         | Honda        | +20.694    | 10   |
| 5    | Akira Saito          | Honda        | +26.701    | 8    |
| 6    | Alessandro Gramigni  | Aprilia      | +26.827    | 6    |
| 7    | Yukata Fujiwara      | Honda        | +26.908    | 4    |
| 8    | Kin'ya Wada          | Honda        | +27.256    | 3    |
| 9    | Dirk Raudies         | Honda        | +37.280    | 2    |
| 10   | Oliver Petrucciani   | Honda        | +1:11.358  | 1    |
| 11   | Robin Appleyard      | Honda        | +1:16.798  |      |
| 12   | Alfred Waibel        | Honda        | +1:16.873  |      |
| 13   | Oliver Koch          | Honda        | +1:34.981  |      |
| 14   | Peter Galvin         | Honda        | +1:36.735  |      |
| 15   | Heinz Lüthi          | Honda        | +1:51.988  |      |
| 16   | Alain Bronec         | Honda        | +1:56.965  |      |
| 17   | Manuel Hernández     | Aprilia      | +2:02.608  |      |
| 18   | Emilio Cuppini       | Aprilia      | +1 Vuelta  |      |
| 19   | Steve Patrickson     | Honda        | +1 Vuelta  |      |
| 20   | Tomoko Igata         | Honda        | +1 Vuelta  |      |
| 21   | Hubert Abold         | Honda        | +1 Vuelta  |      |
| 22   | Takao Shimizu        | Honda        | +4 Vueltas |      |
| Ret  | Julián Miralles      | Honda        | Ret        |      |
| Ret  | Hisashi Unemoto      | Honda        | Ret        |      |
| Ret  | Maurizio Vitali      | Gazzaniga    | Ret        |      |
| Ret  | Hideyuki Nakajō      | Honda        | Ret        |      |
| Ret  | Masato Shima         | Honda        | Ret        |      |
| Ret  | Giovanni Palmieri    | Gazzaniga    | Ret        |      |
| Ret  | Maik Stief           | Aprilia      | Ret        |      |
| Ret  | Sinya Sato           | Honda        | Ret        |      |
| Ret  | Fausto Gresini       | Honda        | Ret        |      |
| Ret  | Gabriele Debbia      | Honda        | Ret        |      |
| Ret  | Mokoto Ono           | Honda        | Ret        |      |
| Ret  | Peter Öttl           | Bakker-Rotax | Ret        |      |
| Ret  | Loek Bodelier        | Honda        | Ret        |      |
| Ret  | Yukio Hinokio        | Honda        | Ret        |      |
| Ret  | Hans Spaan           | Aprilia      | Ret        |      |
| Ret  | Kazuto Sakata        | Honda        | Ret        |      |
| Ret  | Jorge Martínez Aspar | Honda        | Ret        |      |
| Ret  | Carlos Giró Sentís   | Aprilia      | Ret        |      |
| Ret  | Arie Molenaar        | Aprilia      | Ret        |      |
| Ret  | Noboru Ueda          | Honda        | Ret        |      |